# Durandé
Durandé es un municipio brasileño del estado de Minas Gerais. Su población estimada en 2004 era de 7596 habitantes. El censo realizada por el IBGE en abril de 2007, no obstante, encontró 6932 habitantes, conforme la publicación en el Diário Oficial de la Unión en octubre de 2007. El municipio fue creado en 1992.